# لواشوف (پایگاه هوایی)
لواشوف (پایگاه هوایی) (به روسی: Левашово) یک پایگاه هوایی نظامی واقع در سن پترزبورگ در کشور روسیه است که توسط نیروی هوایی روسیه اداره می‌شود.